# Boxweltmeisterschaften 2001
Die 11. Amateur-Boxweltmeisterschaften der Herren fanden vom 3. Juni bis 10. Juni 2001 in der Odyssey Arena in Belfast statt.

## Deutsches Aufgebot
- Fliegengewicht: Wardan Zakarjan (Viertelfinale)
- Bantamgewicht: Vitali Tajbert (Vorrunde)
- Halbweltergewicht: Ali Ahraoui (Vorrunde)
- Weltergewicht: Steven Küchler (Vorrunde)
- Halbmittelgewicht: Lukas Wilaschek (Achtelfinale)
- Halbschwergewicht: Kai Kurzawa (Vorrunde)
- Schwergewicht: Sebastian Köber (Viertelfinale)
- Superschwergewicht: Vitali Boot (Bronze)

## Medaillengewinner
| Klasse                               | Gold                       | Silber                              | Bronze                                                           |
| ------------------------------------ | -------------------------- | ----------------------------------- | ---------------------------------------------------------------- |
| Halbfliegengewicht (– 48 Kilogramm)  | Yan Barthelemí Kuba        | Marian Velicu Rumänien              | Harry Tañamor Philippinen Ronald Siller Vereinigte Staaten       |
| Fliegengewicht (– 51 Kilogramm)      | Jérôme Thomas Frankreich   | Wolodymyr Sydorenko Ukraine         | Georgi Balakschin Russland Alexandar Alexandrow Bulgarien        |
| Bantamgewicht (– 54 Kilogramm)       | Guillermo Rigondeaux Kuba  | Ağası Məmmədov Türkei               | Suiel Rotas Dominikanische Republik Serhij Daniltschenko Ukraine |
| Federgewicht (– 57 Kilogramm)        | Ramaz Paliani Türkei       | Galib Schafarow Kasachstan          | Majid Jelili Schweden Joni Turunen Finnland                      |
| Leichtgewicht (– 60 Kilogramm)       | Mario Kindelán Kuba        | Wladimir Kolesnik Ukraine           | Filip Palić Kroatien Alexander Maletin Russland                  |
| Halbweltergewicht (– 63,5 Kilogramm) | Diógenes Luna Kuba         | Dimitar Schtiljanow Bulgarien       | Willy Blain Frankreich Juri Solotow Ukraine                      |
| Weltergewicht (– 67 Kilogramm)       | Lorenzo Aragón Kuba        | Anthony Thompson Vereinigte Staaten | Schersod Husanow Usbekistan James Moor Irland                    |
| Halbmittelgewicht (– 71 Kilogramm)   | Damián Austin Kuba         | Marian Simion Rumänien              | Ciro Di Corcia Italien Bülent Ulusoy Türkei                      |
| Mittelgewicht (– 75 Kilogramm)       | Andrei Gogolew Russland    | Oʻtkirbek Haydarov Usbekistan       | Carl Froch Vereinigtes Königreich Yordanis Despaigne Kuba        |
| Halbschwergewicht (– 81 Kilogramm)   | Jewgeni Makarenko Russland | Wiktor Perun Ukraine                | Claudio Rasco Rumänien John Dovi Frankreich                      |
| Schwergewicht (– 91 Kilogramm)       | Odlanier Solís Kuba        | David Haye Vereinigtes Königreich   | Wjatscheslaw Uselkow Ukraine Sultan-Achmed Ibragimow Russland    |
| Superschwergewicht (+ 91 Kilogramm)  | Ruslan Chagayev Usbekistan | Oleksij Masikin Ukraine             | Pedro Carrión Kuba Vitali Boot Deutschland                       |

## Medaillenspiegel
| Platz | Nation                  | Gold | Silber | Bronze | Gesamt |
| ----- | ----------------------- | ---- | ------ | ------ | ------ |
| 1     | Kuba                    | 7    | 0      | 2      | (9)    |
| 2     | Russland                | 2    | 0      | 3      | (5)    |
| 3     | Türkei                  | 1    | 1      | 1      | (3)    |
| 3     | Usbekistan              | 1    | 1      | 1      | (3)    |
| 5     | Frankreich              | 1    | 0      | 2      | (3)    |
| 6     | Ukraine                 | 0    | 4      | 3      | (7)    |
| 7     | Rumänien                | 0    | 2      | 1      | (3)    |
| 8     | Bulgarien               | 0    | 1      | 1      | (2)    |
| 8     | Vereinigtes Königreich  | 0    | 1      | 1      | (2)    |
| 8     | Vereinigte Staaten      | 0    | 1      | 1      | (2)    |
| 11    | Kasachstan              | 0    | 1      | 0      | (1)    |
| 12    | Kroatien                | 0    | 0      | 1      | (1)    |
| 12    | Dominikanische Republik | 0    | 0      | 1      | (1)    |
| 12    | Finnland                | 0    | 0      | 1      | (1)    |
| 12    | Deutschland             | 0    | 0      | 1      | (1)    |
| 12    | Irland                  | 0    | 0      | 1      | (1)    |
| 12    | Italien                 | 0    | 0      | 1      | (1)    |
| 12    | Philippinen             | 0    | 0      | 1      | (1)    |
| 12    | Schweden                | 0    | 0      | 1      | (1)    |
|       | TOTAL                   | 12   | 12     | 24     | (48)   |